# Легенда о Девичьей Башне
Легенда о Девичьей башне (азерб. Qiz qalasi əfsanəsi) — советский немой фильм 1923 года. Восстановлен в 2011 году с переформатированием из немого в звуковое кино.

## Сюжет
Сюжет фильма заимствован из азербайджанской легенды о Девичьей башне
Старое Баку. Хан Самед находится в беспокойном состоянии из-за беременности своей супруги, которая родила дочь и сама скончалась при родах. Хан Самед разозлился из-за того, что родившись, она погубил самое дорогое, что у него было, супругу и отказался от неё, из-за чего дочь выросла беспризорной, но очень красивой. Когда Хан Самед выбежал из дворца, его уже ожидала дочь, красавица Гульнарла и вдруг Хан Самед в лице своей дочери узнал свою покойную супругу. Гульнарла трагически погибает.

## Синопсис
Фильм был основан на мотивах легенд об архитектурном памятнике XII века — Девичьей башни. Фильм был снят в мае 1923 года, но из-за сложности в технической части отложили показ на год вперёд, в итоге фильм вышел на экраны 27 мая 1924 года. Съёмочная группа фильма насчитывала 1500 человек, первые роли в кино актёров Агасыдыха Герайбейли и Рустама Абдуллаева.

## Премьера
Премьера фильма состоялась 27 мая 1924 года.

## Критика
Фильм оказался неудачным. Это была типичная подделка «под восток» в духе буржуазных западноевропейских «экзотических» фильмов, сделанная к тому же на чрезвычайно низком техническом уровне. Но несмотря на разгромные критические статьи, картина побивала все кассовые рекорды.

## Создатели фильма

### В ролях
София Жозеффи — Джаваир / Гюльнар
Ваграм Папазян — Самед-хан
Ибрагим Азери — визирь Самед-хана
Агасадых Герайбейли — доктор
Алекпер Гусейн-заде
Исмаил Идаятзаде — Захраб, сын ширванского хана
Ю. Муромский — Керим
Георгий Парисашвили
Мовсун Санани 
Ганафи Терегулов — ширванский хан
Меджид Шамхалов
Рза Дараблы — советник
Азиза Мамедова
Гаджимамед Кафказлы

### Административная группа
Автор сценария: Н. Бреслав-Лурье
Режиссёр-постановщик: Владимир Баллюзек
Оператор-постановщик: Владимир Лемке
Художник-постановщик: Владимир Баллюзек
Художник-гримёр: Георгий Парисашвили
Помощник режиссёра: Мамед Алили

#### Административная группа восстановления фильма в 2011 году
Layihənin rəhbəri: Хусейн Мехтиев
Композитор: Фарадж Гараев
Мастер по диалогам: Рамиз Ровшан
Редактор-эксперт: Айяз Ровшан
Монтажёр: Эльшад Рагимов
Звукооператор: Теймур Каримов
Музыкальный редактор: Рауф Алиев
Редактор: Айсель Алиева
Редактор Играр Ашрафзаде
Ассистент: Исмаил Гасымов
İcraçı prodüser: Шахира Таджаддин